# Sex, lögner och videoband
Sex, lögner och videoband (engelska: Sex, Lies, and Videotape) är en amerikansk långfilm från 1989, skriven och regisserad av Steven Soderbergh. I rollerna syns James Spader, Andie MacDowell, Peter Gallagher och Laura San Giacomo. Filmen vann Guldpalmen på filmfestivalen i Cannes 1989 och fördes in i National Film Registry 2006.

## Handling
John (Peter Gallagher) är en yuppieadvokat, gift med den vackra Ann (Andie MacDowell). Men då frun inte har något som helst intresse för sex har John istället en affär med Anns syster Cynthia (Laura San Giacomo). In i kärlekstriangeln vandrar Johns gamla collegepolare Graham (James Spader). Han tycker det är roligare att prata om sex än att faktiskt ha det själv, och han spelar in kvinnor på video medan de diskuterar sina sexuella fantasier.

## Rollista
| James Spader      | – Graham Dalton          |
| Andie MacDowell   | – Ann Bishop Mullany     |
| Peter Gallagher   | – John Mullany           |
| Laura San Giacomo | – Cynthia Patrice Bishop |
| Ron Vawter        | – terapeut               |
| Steven Brill      | – stamgäst i bar         |

## Utmärkelser
Filmfestivalen i Cannes
- Vann: Guldpalmen
- Vann: FIPRESCI-priset
- Vann: Bästa manliga skådespelare (James Spader)

Oscar
- Nominerad: Bästa originalmanus (Steven Soderbergh)

Golden Globes
- Nominerad: Bästa kvinnliga huvudroll i en film - drama (Andie MacDowell)
- Nominerad: Bästa kvinnliga biroll i en film - drama (Laura San Giacomo)
- Nominerad: Bästa manus (Steven Soderbergh)

Sundance Film Festival
- Vann: Publikpriset - dramafilm
- Nominerad: Stora jurypriset - dramafilm